# ۲-نونانول
۲-نونانول (به انگلیسی: 2-Nonanol) با فرمول شیمیایی C9H20O یک ترکیب شیمیایی با شناسه پاب‌کم 5497163 است. که جرم مولی آن ۱۴۴٫۲۵۴۵ گرم بر مول می‌باشد. 